# Voitto Kantokorpi
Voitto Harras Johannes Kantokorpi (till 1936 Grönmark, född 12 februari 1935 i Helsingfors, död 25 november 2021 i Alavo) var en finländsk skulptör, gravör och målare.

## Biografi
Kantokorpi bodde i tidiga år som krigsbarn i Sverige och Danmark. Han studerade 1951–1954 vid Konstindustriella läroverket i Helsingfors och därefter vid Finlands konstakademis skola.
Kantokorpi var bosatt i Alavo i Södra Österbotten sedan början av 1960-talet. Han var medlem i Österbottniska konstnärsförbundet och Seinäjoki konstnärsförening. Han var även engagerad i Finska skulptörförbundet, Gillet för medaljkonst i Finland samt föreningen Bildkonstnärsseniorerna. Från mitten av 1970-talet satt han i styrelsen för Finlands bildkonstorganisationers förbund, i Konstnärsgillet i Finlands fullmäktige och i redaktionen för konsttidskriften Taide. Han höll omkring tio separatutställningar i Södra Österbotten och fyra i Helsingfors. Han deltog fem gånger i den internationella organisationen för främjandet av medaljkonst FIDEM:s biennal och deltog tre gånger i internationella utställningar i Norden. Kantokorpis konst finns offentligt utställd på fyra platser: i Galleria Ortons skulpturpark i Helsingfors, en målning i Alavo hälsocentral, en relief av Etseri-medaljen vid Etseri stadshus och en relief av redaren Carl Gustaf Wolff vid Vasa sjöfartsmuseum.
Kantokorpi beviljades konstnärspension 1998. Han var gift med konstnären Janne (Kaarina) Kantokorpi och far till bildkonstnären Hanna Kantokorpi och konstkritikern Otso Kantokorpi.